# Шкотска Премијершип лига
Шкотска Премијершип лига (тренутно носи назив cinch Premiership по генералном спонзору), најјача је фудбалска лига у Шкотској. Највише титула до сада су освојили љути ривали Рејнџерс и Селтик (по 55). Закључно са сезоном 2022/23, последњи пут када освајач ове лиге није био ни Селтик, ни Рејнџерс је била сезона 1984/85. када је Абердин био првак.

## Клубови у сезони 2024/25.
- Абердин
- Данди
- Данди јунајтед
- Хартс
- Хибернијан
- Килмарнок
- Мадервел
- Рејнџерс
- Рос Каунти
- Селтик
- Сент Џонстон
- Сент Мирен

## Прваци

### Прваци 1891—1998
| - 1891 - Думбартон и Рејнџерс - 1892 - Думбартон - 1893 - Селтик - 1894 - Селтик - 1895 - Хартс - 1896 - Селтик - 1897 - Хартс - 1898 - Селтик - 1899 - Рејнџерс - 1900 - Рејнџерс - 1901 - Рејнџерс - 1902 - Рејнџерс - 1903 - Хибернијан - 1904 - Терд Ланарк - 1905 - Селтик - 1906 - Селтик - 1907 - Селтик - 1908 - Селтик - 1909 - Селтик - 1910 - Селтик - 1911 - Рејнџерс - 1912 - Рејнџерс - 1913 - Рејнџерс - 1914 - Селтик - 1915 - Селтик | - 1916 - Селтик - 1917 - Селтик - 1918 - Рејнџерс - 1919 - Селтик - 1920 - Рејнџерс - 1921 - Рејнџерс - 1922 - Селтик - 1923 - Рејнџерс - 1924 - Рејнџерс - 1925 - Рејнџерс - 1926 - Селтик - 1927 - Рејнџерс - 1928 - Рејнџерс - 1929 - Рејнџерс - 1930 - Рејнџерс - 1931 - Рејнџерс - 1932 - Мадервел - 1933 - Рејнџерс - 1934 - Рејнџерс - 1935 - Рејнџерс - 1936 - Селтик - 1937 - Рејнџерс - 1938 - Селтик - 1939 - Рејнџерс - 1940–1946 - није одржано - 1947 - Рејнџерс | - 1948 - Хибернијан - 1949 - Рејнџерс - 1950 - Рејнџерс - 1951 - Хибернијан - 1952 - Хибернијан - 1953 - Рејнџерс - 1954 - Селтик - 1955 - Абердин - 1956 - Рејнџерс - 1957 - Рејнџерс - 1958 - Хартс - 1959 - Рејнџерс - 1960 - Хартс - 1961 - Рејнџерс - 1962 - Данди - 1963 - Рејнџерс - 1964 - Рејнџерс - 1965 - Килмарнок - 1966 - Селтик - 1967 - Селтик - 1968 - Селтик - 1969 - Селтик - 1970 - Селтик - 1971 - Селтик - 1972 - Селтик - 1973 - Селтик | - 1974 - Селтик - 1975 - Рејнџерс - 1976 - Рејнџерс - 1977 - Селтик - 1978 - Рејнџерс - 1979 - Селтик - 1980 - Абердин - 1981 - Селтик - 1982 - Селтик - 1983 - Данди јунајтед - 1984 - Абердин - 1985 - Абердин - 1986 - Селтик - 1987 - Рејнџерс - 1988 - Селтик - 1989 - Рејнџерс - 1990 - Рејнџерс - 1991 - Рејнџерс - 1992 - Рејнџерс - 1993 - Рејнџерс - 1994 - Рејнџерс - 1995 - Рејнџерс - 1996 - Рејнџерс - 1997 - Рејнџерс - 1998 - Селтик |

### Прваци 1999—данас
| - 1999 - Рејнџерс - 2000 - Рејнџерс - 2001 - Селтик - 2002 - Селтик - 2003 - Рејнџерс - 2004 - Селтик - 2005 - Рејнџерс | - 2006 - Селтик - 2007 - Селтик - 2008 - Селтик - 2009 - Рејнџерс - 2010 - Рејнџерс - 2011 - Рејнџерс - 2012 - Селтик | - 2013 - Селтик - 2014 - Селтик - 2015 - Селтик - 2016 - Селтик - 2017 - Селтик - 2018 - Селтик - 2019 - Селтик | - 2020 - Селтик - 2021 - Рејнџерс - 2022 - Селтик - 2023 - Селтик - 2024 - Селтик - 2025 - Селтик |

## Успешност клубова
| Клуб       | Титуле | Клуб           | Титуле |
| ---------- | ------ | -------------- | ------ |
| Рејнџерс   | 55     | Данди          | 1      |
| Селтик     | 55     | Данди јунајтед | 1      |
| Хартс      | 4      | Мадервел       | 1      |
| Хибернијан | 4      | Килмарнок      | 1      |
| Абердин    | 4      | Терд Ланарк    | 1      |
| Думбартон  | 2      |                |        |